# 哈斯默斯海姆
哈斯默斯海姆是德国巴登-符腾堡州的一个市镇。总面积19.15平方公里，总人口4850人，其中男性2417人，女性2433人（2011年12月31日），人口密度253人/平方公里。